# استودرهورن
استودرهورن (به لاتین: Studerhorn) یک کوه در سوئیس است که در کانتون برن واقع شده‌است. استودرهورن ۳٬۶۳۴ متر بالاتر از سطح دریا واقع شده‌است.